# ФК Подграб
ФК Подграб, српски фудбалски клуб из Пала. Основан је у пролеће 1961. године, године у Подграбу код Пала. 

## Историјат
На иницијативу Рада Јовановића, Микаила Вуковића, Салка Брдарића и Јова Каблара, 1961. године дошло је до оснивања Фудбалског клуба Подграб у Подграбу. Земљиште за игралиште уступио је Суљо Брдарић на мјесту Бискупини, преко пута муслиманског гробља. 
Прво руководство Клуба чинили су Раде Јовановић, Микаило Вуковић, Салко Брдарић, Јово Каблар, те Мидхат Брдарић. Тренер је био, Слободан Куреш из Стамбулчића. Играли су: Милан Кошутић, Мишо Вукадин, Јово Каблар, Витко Каблар, Ратко Шкипина, Емил Бобош, Асим Агановић, Миралем Карић, Саво Симовић, Славиша Вуковић, Шефкиј Брдарић, Рамиз Карић, Драгиша Радовић, Раде Живковић, Саво Живковић, Божо Вуковић, Џемо Брдарић, Милан Вукадин, Тодор Нешковић, Влатко Хршум, Добро Шаренац, Бошко Лазаревић, Драго Ковач, Здравко Короман, Миломир Радовић, Ибро Рачевић, Веселин Тривић и Велија Карић.
Играчи су били прописно одјевени, за разлику од пријашњег паљанског тима Вихора: у копачке, зелено-бијеле чарапе, црне гаће и бијеле дресове, као и костобране. Није било грба, а на дресовима су били бројеви. Игралиште је било без атлетске стазе, није било сједишта ни трибина, чак нити клупа. За свлачионицу је служила омања барака поред стадиона. Није постојало ни улазница, али је зато било ватрених навијача, увијек у великом броју. 
Прва промотивна утакмица била је са Јахорином из Праче; у мају 1961. године. На утакмице се ишло возом и теретним камионима за Прачу, Пале, Соколац, Сарајево, Горажде, Витковиће, Брод на Дрини, Фочу, Олово, Добрун, Рудо, Вишеград, 
За чланство се није плаћала чланарина. Били су у Сарајевском подсавезу, и то од 16 екипа увијек у првој половини. Два до три пута били су на другом или трећем мјесту.
Неколико момака из овог малог Клуба се прославило и играло у великим клубовима: Драгослав Вукадин, голман у “Сарајеву”, Огњен Короман у “Црвеној звезди” (па за московски Динамо) и Шефик Брдарић у “Сарајево”.
Због туче навијача у Горажду, Клуб је кажњен са двије године забране играња, и то је био престанак његовог рада. Један дио играча прелази у прачанску “Јахорину”, неки у “Босну”. Тако је Фудбалски клуб Подграб престао са радом у мају 1964. године.

### Обнова клуба 1990. године
Године 1990. поново долази до оснивања Фудбалског клуба “Подграб” у Подграбу. Тада је регистровано чак 40 играча. Предсједник Клуба био је Ратко Цицовић, технички руководилац Божо Вуковић, а секретар Жељко Филиповић. Тренер је био Рајко Короман.
Играли су једну сезону, али се нису пласирали. Отпутовали су за Игало на припреме. Кад су се вратили, већ су биле постављене барикаде на улицама и почео је рат. Игралиште које је било у кругу Фабрике панел-паркета било је тек довршено, а да није ни играно на њему. 
На састанку одлучено је да се игралиште уступи за бренту Брану Кусмуку из Мокрог. Било је то у току грађанског рата. Тада је обећано да ће бити оспособљеио старо нгралиште, али до тога никад није дошло и игралиште је дефннитивно било изгубљено. Гашењем игралишта, коначно престаје рад Клуба, и данас Подграб нема своју екипу на такмичењима.